# Dumbarton (circonscription du Parlement d'Écosse)
Pour les articles homonymes, voir Dumbarton.
Dumbarton dans le West Dunbartonshire était un Burgh royal qui a élu un Commissaire au Parlement d'Écosse et à la Convention des États.
Après les Actes d'Union de 1707, Dingwall, Dornoch, Kirkwall, Tain et Wick ont formé le district de Glasgow, envoyant un membre à la Chambre des communes de Grande-Bretagne.

## Liste des commissaires de burgh
- 1661–63, 1669-1670: Walter Watson, provost [1]
- 1665 convention:aucune représentation
- 1667 convention: Robert Cuningham [2]
- 1672–73, 1678 (convention): Robert Watson, provost [3]
- 1681–82: William MacFarlane, provost [4]
- 1685–86, 1689 convention, 1689–1702, 1702–07: James Smollett de Bonhill, provost [5]